# 黒上泰治
黒上 泰治（くろかみ たいじ、旧姓：三木、1887年〈明治20年〉10月20日 - 1974年〈昭和49年〉12月2日）は、日本の農学者。徳島県松茂町出身。東京帝国大学（現・東京大学）卒業。

## 経歴
大阪府や神奈川県の農事試験場長などを歴任し、1929年（昭和4年）に千葉高等園芸学校（現・千葉大学）教授に就任。
第二次世界大戦後の1945年（昭和20年）に宇都宮高等農林学校校長に就任。
1947年（昭和22年）9月4日、昭和天皇の戦後巡幸があり、天皇に学校の概況を奏上した。
1948年（昭和23年）に旧制香川県立農業専門学校の校長に就任。その後、香川大学農学部の初代学部長となる。1953年（昭和28年）に香川園芸研究協議会の初代会長に就任。また1961年（昭和36年）から1971年（昭和46年）まで徳島文理大学で学長を務めた。

## 著作
- 『果樹栽培技術』新珠書房、1948年1月。 NCID BA44159202。全国書誌番号:46020866 全国書誌番号:48012435。
- 『果樹園芸新講』朝倉書店、1948年11月。 NCID BN14256573。全国書誌番号:46020865 全国書誌番号:49013532。
- 『果樹園芸各論』 上巻、養賢堂、1956年8月。 NCID BN03892459。全国書誌番号:56014903。
  - 『果樹園芸各論』 中巻、養賢堂、1962年7月。 NCID BN03892459。全国書誌番号:62006418。
  - 『果樹園芸各論』 下巻、養賢堂、1965年4月。 NCID BN03892459。全国書誌番号:65008267。
- 『栽培・経営 傾斜地果樹園芸』養賢堂、1962年10月。 NCID BN09021195。全国書誌番号:62010297。
- 『随筆 クダモノ・四季』徳島県教育会出版部〈とくしま新書 1〉、1970年7月。 NCID BA8060180X。全国書誌番号:69003923。
- 『すだち』徳島県教育会出版部〈徳島郷土双書 21〉、1970年9月。 NCID BN13803386。全国書誌番号:69003653。